# 戈登·弗里曼
高登·弗里曼博士（Dr. Gordon Freeman）是第一人稱射擊類型《戰慄時空》系列遊戲的主角。他是一個理論物理學家，但是突然而來的變故讓他不得不拿起武器對抗那些充滿敵意的外星人，以及一些危險試驗出錯後產生的變異生物。他還是一個典型的電子遊戲中的“沉默的主角”，也就是從來不和其他人物進行口頭交流的主角。

## 人物的產生
高登·弗理曼由加布·紐維爾以及馬克·萊德勞在車上中的談話產生。名子靈感來自物理學家暨哲學家弗里曼·戴森 。加布·紐維爾不喜歡馬克·萊德勞提出的名字：“戴森·龐加萊”。高登（Gordon）此英文名字的涵義為高山，且具有英雄形象。則弗里曼（Freeman）照字面上來看就是自由之人。

## 高登·弗里曼
在戰慄時空的時代，玩家已經了解到高登·弗里曼的年齡是27歲。不可考證的、具有共識的一點就是高登·弗里曼畢業於美國麻省理工大學的理論物理系，並且拿到了哲學博士頭銜。他的畢業論文名叫〈觀察超量子結構中的愛因斯坦·波多爾斯基·羅森糾纏：模態鎖定波源陣列的超長波長脈衝下之非線性超鈾晶體〉（Observation of Einstein-Podolsky- Rosen Entanglement on Supraquantum Structures by Induction Through Nonlinear Transuranic Crystal of Extremely Long Wavelength (ELW) Pulse from Mode-Locked Source Array）。弗里曼是一個土生土長的華盛頓州西雅圖人，他早年就對理論物理學產生濃厚的興趣，比如量子力學和相對論。在觀察了一系列實驗物理學院的傳送試驗後，如何真正實現傳送成為了困擾弗里曼的難題。
最終，弗里曼對原子在空間中慢騰騰的傳送速度無法忍受，轉而研究一些更加私人的問題。同時，弗里曼在麻省理工學院的導師艾薩克·克萊納已經在黑色高地研究所的頂級保密計劃中取得了一大步的進展，而且急需一些助手來完成剩下的工作。弗里曼毫無疑問地被選中了。他同意到黑色高地研究所去工作，因為他希望在那裡的工作能把他在天體物理和量子物理上的各種問題和疑惑解釋清楚。
《戰慄時空》最初遊戲的開始，弗里曼正在那個位於新墨西哥州某處的研究所內研究那些機密的問題。他被分配到了位於研究所最深處的反常材料部門，做一些核子和亞原子的研究。有些滑稽的是，雖然弗里曼拿到的是麻省理工學院的哲學博士頭銜，但是遊戲中對這些理論什麼的一點也用不到。 巴尼·卡宏在戰慄時空2的開頭部分還拿這個事情開了一個玩笑，當時弗里曼正在做一些類似於“技術性質”的工作。
弗里曼帶一副黑邊眼鏡，留著一撮山羊鬍鬚，非常擅長體育運動。儘管看上去弗里曼是一個玩槍的專家，但是在黑色高地事件之前他從沒有動過槍械（除了他在6歲的時候他製作的一個能發射網球的加農炮 ）。弗里曼和其他電子遊戲中的英雄最大的不同點就是他是一個科學家。其他的英雄，或者如《毀滅公爵》中的毀滅公爵那種傳統英雄形象，或者如其他電子遊戲裡面的戰士形象。電子遊戲《縱橫諜海：混沌理論》中的主角山姆·費雪也開玩笑地說：“不管怎麼說……讓人討厭的遊戲主角一般都用鐵撬。”
根據《Half-life 2: Raising the Bar》一書，弗里曼的名字表達了對弗里曼·戴森的敬意。

### 戰慄時空時期
2000年5月5日，弗里曼和他的工作小組正在進行的試驗出現了可怕的錯誤（可能有人故意引起）。結果時空的連續統一體發生了破裂，外星人進入了研究所內，殺死了它們發現的所有人類。高登·弗里曼發現自己腹背受敵：兇殘的外星人和奉命執行清理（殺死一切外星人和類似人的生物）任務的政府軍隊讓他陷入兩難境地。為了能夠活下來，這個沒有受過任何專業訓練的理論物理學家決定拯救人類於混亂之中，他的英雄舉動感動了一些倖存下來的科學家，結果他們一同成為軍方最主要的消滅目標。
在經過了一系列冒險、殺死無數外星人和士兵之後，弗里曼最終從實驗室經過時空傳送到了外星人的故鄉Xen，他決定先消滅外星人的頭領Nihilanth。從最後的遭遇戰中恢復知覺後，弗里曼發現自己面對是謎一般的人物——G-Man，這個神秘人物自始至終都在觀察高登·弗里曼的一舉一動，或者說他一直在操縱高登·弗里曼的命運。 G-Man使用他的能力讓弗里曼在地球和Xen之間傳送了數次。擺在高登·弗里曼面前的有兩條路：同意為G-Man和他的“神秘僱員”工作，或者在沒有武器的情況下死在那些兇殘的外星人手下。《戰慄時空2》中已經說明，弗里曼接受了G-Man提供給他的工作。
遊戲中屏幕上顯示的信息可以讓玩家了解遊戲的進度和下一步的行動。愛好者們在通關後猜想是那個神秘的G-Man導演了這次事故，因為有人在實驗前看到他和一些科學家在耳語，還有就是這次事故被描述成“某日早晨的傳送”。儘管遊戲中沒有明確指出這一點，但是遊戲的最終結局就是Nihilanth的老窩中的水晶被同樣的事故產因所摧毀。

### 戰慄時空2時期

用彩色玻璃镶嵌出来的高登·弗里曼

《戰慄時空2》一開始，G-Man正在對弗里曼說話，當時的場景有些迷幻的感覺，G-Man的臉在屏幕上忽前忽後的閃動，這和他在戰慄時空中的出場場景極其類似。G-Man用他那具有特色的神秘的語調告訴弗里曼要“醒來，聞聞灰燼的味道”。高登·弗里曼醒來了，他和兩個市民一起被“轉移”到了17號城。他馬上意識到地球已經被傳送的多維空間帝國所控制。後來他碰到了巴尼·卡宏和艾莉絲·凡斯，他們三個人一起對抗合成人。
在《戰慄時空2》中，弗里曼要對抗合成人，為了把人類從控制中解脫出來。黑色高地事件讓弗里曼名聲大躁，這次解救人類的事件更讓他的經歷抹上了一筆傳奇色彩，人們都開始把他當成救世主，叫他“那個自由人”（The One Free Man ）。幹掉了成百上千個合成人士兵之後，弗里曼要面對的是所有的17號城的合成人士兵。他最後找到了合成人的大本營，並且用反物質反應器清除這個據點。儘管他和艾莉絲·凡斯一樣也被困在了爆炸中，G-Man及時出現救出了他，並且告訴他自己對他的表現非常深刻。他最後告訴弗里曼，他不再給他出什麼選擇題了，而是要奪走弗里曼的自由，把弗里曼囚禁起來直到自己再次需要。至此，戰慄時空2的結局和前作一樣，在告訴玩家一些答案的同時帶來了更多的問題。

### 戰慄時空2首部曲：浩劫重生時期
《戰慄時空2首部曲：浩劫重生》的弗里曼被一群弗地岡人以念力救出之後，被艾莉絲·凡斯的狗狗挖了出來，身在即將爆炸的城塔附近的弗里曼及艾莉絲·凡斯為了爭取更多的逃脫時間決定一起重新進入城塔開啟核心的保護機制。行動途中發現了城塔中謎樣的蠕虫状生物，以及合成人欲急於銷毀的謎樣資料。接著高登·弗里曼冒著輻射危險開啟了核心的保護機制，並且跟艾莉絲·凡斯搭上鐵路列車逃出城塔。但是，在逃脫的途中發生了車禍，結果只好跟艾莉絲·凡斯一起徒行至17號城的鐵路車站，沿途再度見到了巴尼·卡宏，之後弗里曼協同艾莉絲·凡斯一起當誘餌引開合成人的注意以協助反抗的公民進入鐵路車站逃離17號城。
最後，弗里曼跟艾莉絲一起搭上了鐵路列車逃離17號城，沒想到城塔核心的爆炸範圍遠超過想像，弗里曼跟艾莉絲被捲入了爆炸之中，生死未卜。

### 戰慄時空2：二部曲時期
醒來的弗里曼發現自己正在被爆炸所破壞的鐵路列車之中，艾莉絲很快發現了他並用重力槍打開車門讓他離開車廂。通過在附近找到的通訊設備與白森林基地聯絡後，二人得知城塔的毀壞會開啟一個更大的傳送門，若不想辦法將傳送門關閉的話將會再上演一次“七小時戰役”，而且這一次將會連七分鐘都撐不住，艾莉絲在城塔中取得的資料將可以關閉那個傳送門，他們的失事處正好離伊萊·凡斯他們的白森林基地不遠，因此弗里曼一行人立刻啟程趕往白森林。
半路上二人受到合成人獵人的偷襲，艾莉絲身受重傷生命垂危，幸好一個弗地岡人及時出現幫弗里曼解圍，他帶著艾莉絲來到了反抗軍的一個秘密基地。為了解救艾莉絲必須取得蟻獅幼蟲萃取物，於是弗里曼與弗地岡人深入地下蟻獅洞穴，在充滿敵意的蟻獅和殭屍的包圍下成功取得萃取物，救活了艾莉絲。
二人繼續前往白森林的旅途，卻發現合成人正集結大軍向白森林攻去，兩人趕忙驅車趕在合成人之前趕往白森林，一路擊退合成人的圍追堵截。終於趕在合成人之前到達了白森林。隨後，弗里曼被不太信任他的馬諾森博士派往準備發射用於關閉合成人傳送門的火箭底部檢查狀況，遇上入侵的合成人，弗里曼再一次將他們擊退。
最後，合成人大量長腳蜘蛛蜂擁而至，弗里曼利用馬諾森開發的馬諾森裝置將敵人全部消滅，也終於贏得了馬諾森得信任。伊萊·凡斯和艾薩克·克萊納都同意讓弗里曼親手按下火箭的發射按鈕。可惜，還沒來得及慶祝勝利的弗里曼和艾莉絲、伊萊正準備搭乘直升機前往北極圈地區解救茱蒂絲·莫斯曼時遭到合成人顧問的襲擊，雖然他和艾莉絲被狗狗救下，但卻只能眼睜睜地看著伊萊被顧問吸食腦髓死去…

## 装备

### H.E.V防护衣

弗里曼的H.E.V防护衣，弗里曼在《半条命》裏穿着的第四代H.E.V防护衣（左）和在《半条命2》裏穿着的第五代H.E.V防护衣（右）。

所有的游戏中，弗里曼都穿着一件特殊的防护衣，被称为H.E.V，寓意为危险环境（Hazardous EnVironment）。这套衣服能让弗里曼远离輻射、能量冲击和外伤带来的伤害，这套衣服也让弗里曼从危险中生存下来，但是在冒险途中，弗里曼的脸不止一次的被划伤過。
H.E.V防護衣上的符號是小寫的希臘字母λ 。是科學家用來表示一樣物質的衰变速度的衰变常数，同時取代了在遊戲標誌上的「A」字。也是黑色高地研究設施的其中一幢大樓的名稱，也在《戰慄時空2》裏作為反抗軍的標記。
弗里曼在《戰慄時空》中穿着的是第四代HEV防护服，其包含手电筒、吗啡注射器（可以让弗里曼在重伤情况下还能行动）、毒药对抗系统、蓋革計數器、能跳到不可想象高度的跳跃辅助功能和一个显示自己健康状态和弹药数量的抬頭顯示器。防护衣中包含一个计算机系统，會实时监测弗里曼的健康状态，并且对其所处的任何反应和状态都能做出调整。而且防护服的电动防护系统可以吸收多达2/3的伤害。在完全充电之后，它可以提供双倍的保护。《戰慄時空》中，弗里曼把这套衣服从头穿到尾，G-Man也同意他保留这套衣服。
《戰慄時空2》一开始，弗里曼没有穿上这套防护衣。在见过了克萊納博士后，弗里曼收到了第五代的新式H.E.V.防护衣，新加入的功能包括視覺放大（开启时无法射击，但两把手枪似乎都可以用它瞄准，保证关闭后的第一发子弹一定击中准星位置）、飞速奔跑和利用合成人機械的電池给防护服的电动防护系统充电等，但是去掉了跳跃辅助功能。第五代防护服的电筒、飞速奔跑和氧气供給是使用相同的电力系统，這使遊玩時（特别是在首部曲中几乎完全黑暗而充满僵尸的地下车库里）變得困難。在该车库里艾丽克丝甚至会在主角电筒没电时开玩笑说给电筒加装独立电池，预告（暗示）在《戰慄時空2：二部曲》的手電筒是使用一個單獨且充电飞快的電源。
在《戰慄時空》中可以看到，HEV防护衣的后面有TM（商标）两个字，说明这套衣服不是政府供应，而是由非政府公司生产的。

### 撬棍
作为最早和最常用的武器，撬棍经常伴随着角色的出现而被使用。由于其相当高的曝光率，加上戈登作为理论物理系的身份，被广大爱好者戏称为“物理学圣剑”或“物理学圣杖”。

## 客串
在射擊遊戲《變節行動》中，弗里曼以特別角色出場，只要在Steam平台購買遊戲的都能獲得此角色，駕駛載具是骨架版道奇挑战者，特殊技能是呼叫一群蚁狮幫自己攻擊。

## 延伸阅读
- Half-Life 2: Prima Official Game Guide. ISBN 0-7615-4362-7